# Trung Quốc và vũ khí hủy diệt hàng loạt
Cộng hòa nhân dân Trung Hoa đã phát triển và trang bị các vũ khí hủy diệt hàng loạt, gồm vũ khí hóa học và vũ khí hạt nhân. Trung Quốc đã tiến hành thử hạt nhân từ năm 1964, và tiến hành thành công Bom nhiệt hạch vào năm 1967. Các cuộc thử nghiệm hạt nhân tiếp tục cho đến năm 1996, khi Trung Quốc ký Hiệp ước Cấm thử Hạt nhân Toàn diện (CTBT). Trung Quốc sau đó đã tham gia Công ước về vũ khí sinh học và chất độc (BWC) năm 1984 và Công ước Vũ khí Hóa học (CWC) năm 1997.
Số lượng đầu đạn hạt nhân trong kho vũ khí hạt nhân của Trung Quốc là bí mật quốc gia. Có nhiều ước tính khác nhau về quy mô kho vũ khí của Trung Quốc. Theo ước tính của Liên đoàn các nhà khoa học Mỹ, Trung Quốc có kho vũ khí với khoảng 260 đầu đạn tính đến năm 2015, là kho vũ khí hạt nhân lớn thứ tư trong số 5 quốc gia có vũ khí hạt nhân được Hiệp ước không phổ biến vũ khí hạt nhân thừa nhận, hay theo SIPRI Yearbook 2020 đánh giá, Trung Quốc có tổng cộng 320 đầu đạn, đứng thứ 3 thế giới. Theo một số ước tính, nước này có thể "tăng hơn gấp đôi" "số lượng đầu đạn trên tên lửa có thể đe dọa Hoa Kỳ vào giữa những năm 2020".
Đầu năm 2011, Trung Quốc đã xuất bản sách trắng quốc phòng, trong đó lặp lại chính sách hạt nhân của nước này là duy trì sức răn đe tối thiểu với cam kết không sử dụng vũ khí hạt nhân trước. Trung Quốc tỏ ra không rõ ràng về việc chỉ duy trì răn đe hạt nhân ở mức tối thiểu, đồng thời với việc nước này liên tục triển khai thêm 4 tàu ngầm mang tên lửa hạt nhân mới, đã làm dấy lên mối quan ngại về khả năng hạt nhân của Trung Quốc.

## Vũ khí hóa học
Trung Quốc được cho là đã cung cấp cho Albania một số lượng nhỏ vũ khí hóa học vào những năm 1970 trong Chiến tranh Lạnh.

## Vũ khí hạt nhân

### Lịch sử

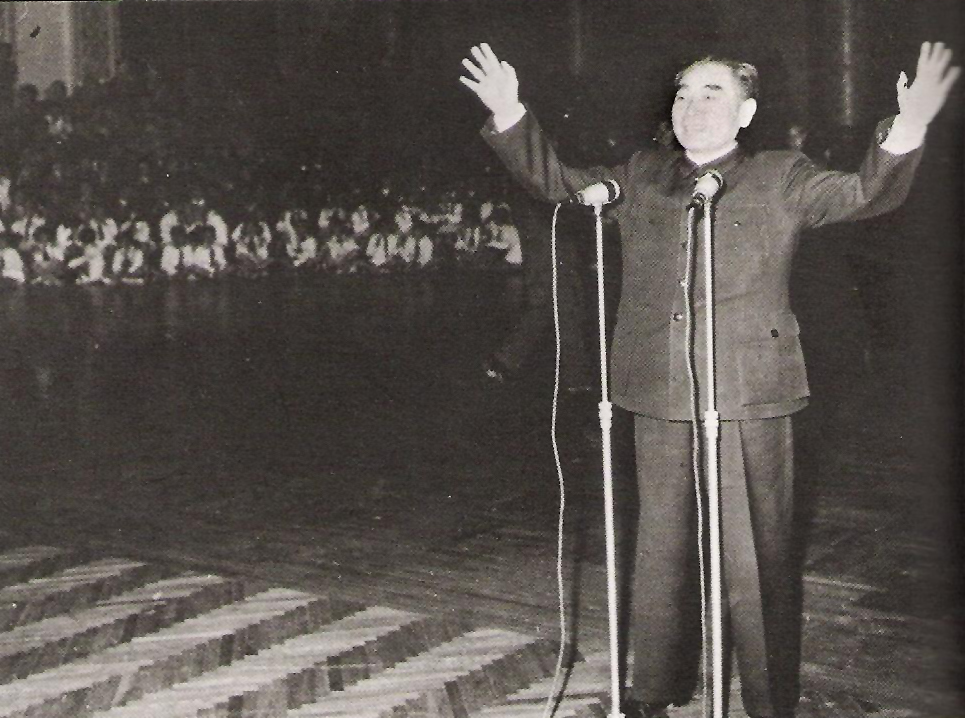
Chu Ân Lai phát biểu nhân dịp Trung Quốc thử nghiệm thành công vũ khí hạt nhân năm 1964.

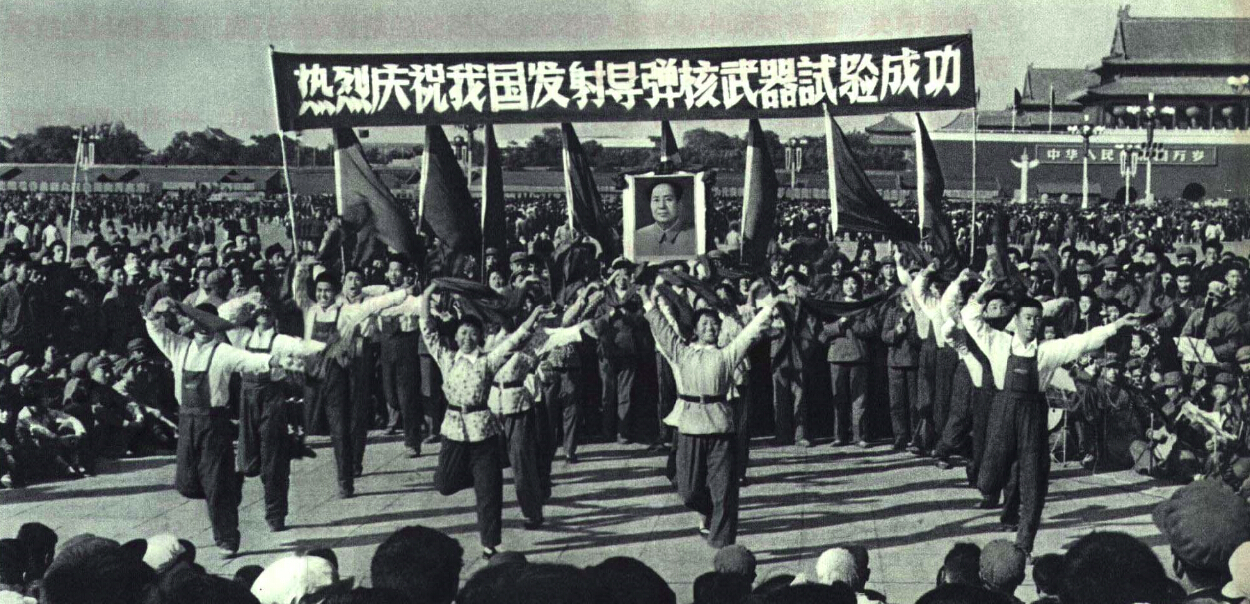
Một buổi diễu hành mừng thành công vụ thử bom nhiệt hạch diễn ra tại quảng trường Thiên An Môn năm 1966.

Mao Trạch Đông đã quyết định bắt đầu chương trình vũ khí hạt nhân sau khi diễn ra cuộc Khủng hoảng eo biển Đài Loan lần 1 vào năm 1954-1955 tại Kim Môn và Quần đảo Mã Tổ. Mao Trạch Đông khi đó không có tham vọng có thể sánh ngang với kho vũ khí hạt nhân của Mỹ mà ông chỉ muốn có thể làm tăng uy tín ngoại giao của Trung Quốc. Việc xây dựng các nhà máy làm giàu uranium ở Bao Đầu và Lan Châu bắt đầu vào năm 1958, và xây dựng các nhà máy plutonium tại Tửu Tuyền và Lop Nur vào năm 1960. Liên Xô đã hỗ trợ Trung Quốc giai đoạn phát triển ban đầu bằng cách cử các cố vấn đến giúp đỡ trong các cơ sở sản xuất vật liệu phân hạch và, vào tháng 10 năm 1957, Liên Xô tiếp tục giúp đỡ nguyên mẫu thiết kế bom, tên lửa hạt nhân cùng với các công nghệ liên quan khác. Trung Quốc đã xuất khẩu quặng uranium sang Liên Xô, và đổi lại Liên Xô cung cấp cho Trung Quốc 2 tên lửa đạn đạo R-2 vào năm 1958. Tên lửa R-2 là nền tảng để Trung Quốc phát triển tên lửa DF-1.
Tuy nhiên cũng vào năm này, nhà lãnh đạo Liên Xô Nikita Khrushchev đã gặp gỡ Mao Trạch Đông và thảo luận về kế hoạch ký hiệp định kiểm soát vũ khí cùng với Anh và Mỹ. Trung Quốc đã phản đối chính sách "chung sống hòa bình" thời kỳ hậu Stalin của Khrushchev. Mặc dù Liên Xô đảm bảo với Trung Quốc rằng Trung Quốc sẽ được bảo vệ dưới cái ô hạt nhân của Liên Xô, nhưng những bất đồng đã làm gia tăng sự chia rẽ Trung-Xô đang nổi lên vào thời điểm đó. Tháng 6 năm 1959, 2 quốc gia về cơ bản đã ngừng các thỏa thuận hợp tác về quân sự và kỹ thuật, và vào tháng 7 năm 1960, hoạt động hỗ trợ cho dự án nguyên tử của Trung Quốc đã bị dừng lại đột ngột, và các chuyên gia nguyên tử của Liên Xô đã được rút về nước.
Theo Giám đốc Cơ quan Kiểm soát và Giải trừ Vũ khí, William Foster, chính phủ Mỹ dưới thời chính quyền Tổng thống Kennedy và Johnson, đã tỏ ra lo ngại về chương trình hạt nhân của Trung Quốc và nghiên cứu cách tấn công phá hoại các cơ sở hạt nhân của Trung Quốc, bằng một cuộc không kích với sự hỗ trợ của Đài Loan hoặc Liên Xô, nhưng Khrushchev đã không tỏ ra hứng thú với đề xuất này. Trung Quốc tiến hành thành công vụ thử hạt nhân đầu tiên vào ngày 16/10/1964,  Vụ thử hạt nhân cuối cùng của Trung Quốc diễn ra vào ngày 29/7/1996. Tổng cộng Trung Quốc đã tiến hành 45 vụ thử nghiệm hạt nhân.

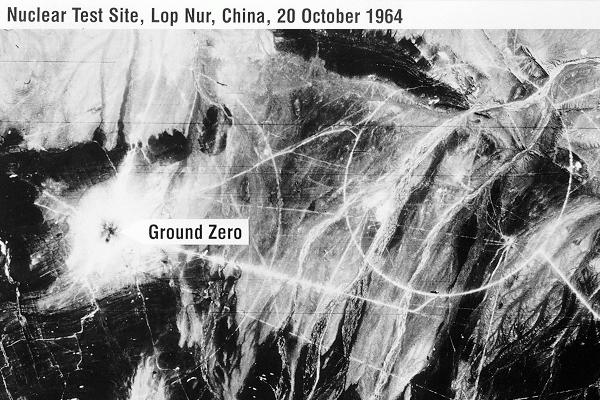
Ảnh vệ tinh khu vực Lop Nor

### Số lượng vũ khí hạt nhân của Trung Quốc
Trung Quốc đã có những tiến bộ vược bậc trong kỹ thuật thu nhỏ các đầu đạn hạt nhân của mình kể từ năm 1980. Đã có những cáo buộc, đặc biệt là báo cáo của Ủy ban đánh giá tình hình an ninh/thương mại Trung Quốc, thành tựu này đạt được nhờ việc Trung QUốc đã lén lút mua lại thiết kế của đầu đạn hạt nhân W88 (sử dụng cho tên lửa đạn đạo phóng từ tàu ngầm UGM-133 Trident II) cũng như công nghệ dẫn đường của tên lửa đạn đạo. Các nhà khoa học Trung Quốc tuyên bố họ đã có nhiều thành tựu trong lĩnh vực này nhưng nhấn mạnh rằng những tiến bộ này được thực hiện mà không cần những hoạt động gián điệp.
Do giữ bí mật nghiêm ngặt nên rất khó xác định chính xác quy mô và thành phần lực lượng hạt nhân của Trung Quốc. Ước tính thay đổi theo thời gian. Bản tóm tắt của Cơ quan Tình báo Quốc phòng năm 1984 ước tính kho hạt nhân của Trung Quốc bao gồm từ 150 đến 160 đầu đạn. Một báo cáo của Hội đồng An ninh Quốc gia Hoa Kỳ năm 1993 ước tính rằng lực lượng răn đe hạt nhân của Trung Quốc dựa vào 60 đến 70 tên lửa đạn đạo có vũ trang hạt nhân. Năm 2004, Bộ Quốc phòng Hoa Kỳ đánh giá rằng Trung Quốc có khoảng 20 tên lửa đạn đạo xuyên lục địa có khả năng nhắm mục tiêu Hoa Kỳ. Năm 2006, một ước tính của Cơ quan Tình báo Quốc phòng Hoa Kỳ đánh giá "Trung Quốc hiện có hơn 100 đầu đạn hạt nhân."

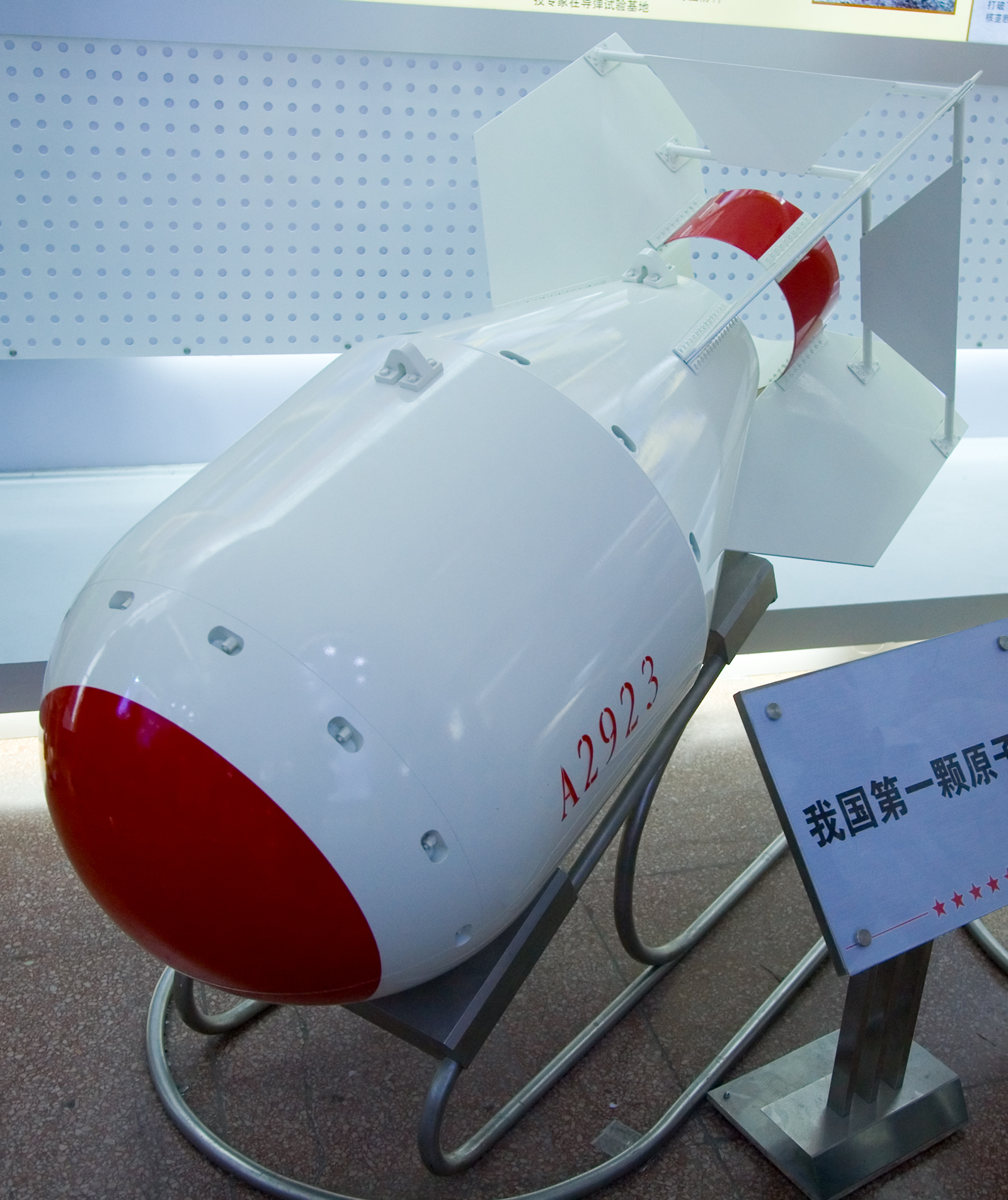
Mô hình quả bom hạt nhân đầu tiên của Trung Quốc.

Tính đến năm 2011, kho vũ khí hạt nhân của Trung Quốc ước tính có khoảng 55–65 ICBM.

### Phổ biến hạt nhân

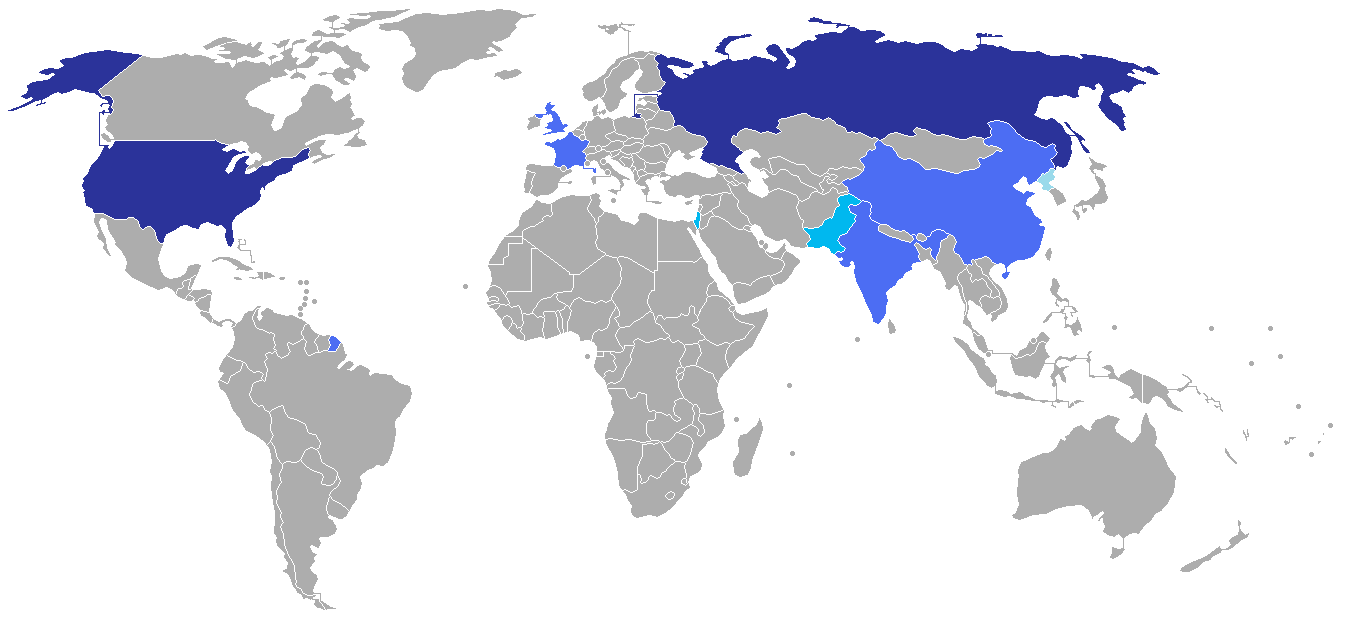
Large stockpile with global range (dark blue), smaller stockpile with global range (medium blue).

Trung Quốc đã từng dính líu đến chương trình hạt nhân của Pakistan trước khi Trung Quốc phê chuẩn Hiệp ước không phổ biến vũ khí hạt nhân vào năm 1992. Vào đầu những năm 1980, Trung Quốc được cho là đã trao cho Pakistan công nghệ làm giàu uranium, và thiết kế đầu đạn hạt nhân cỡ nhỏ cho Pakistan. Đổi lại Trung Quốc cũng được tiếp cận các công nghệ hạt nhân mà nhà khoa học hạt nhân Pakistan Abdul Qadeer Khan (người được coi là cha đẻ vũ khí hạt nhân Pakistan) mang về Pakistan đồng thời Pakistan đã giúp thiết lập một nhà máy ly tâm ở Trung Quốc đặt tại Hanzhong (250 km Tây Nam Xi'an).

### Tên lửa mang đầu đạn hạt nhân

#### 2010 IISS Military Balance
Sau đây là ước tính về lực lượng tên lửa chiến lược của Trung Quốc từ Viện nghiên cứu chiến lược quốc tế Military Balance 2010. Theo như những ước tính này, Trung Quốc có tới 90 tên lửa đạn đạo liên lục địa (66 tên lửa đặt trên đất liền và 24 tên lửa đạn đạo phóng từ tàu ngầm JL-2).
| Kiểu                                                 | Số lượng                             | Tầm bắn ước tính                     |
| Inter-Continental Ballistic Missiles                 | Inter-Continental Ballistic Missiles | Inter-Continental Ballistic Missiles |
| ---------------------------------------------------- | ------------------------------------ | ------------------------------------ |
| DF-41 (CSS-X-10) ICBM                                | -                                    | 14,000~15,000 km                     |
| DF-5A (CSS-4 Mod 2) ICBM                             | 20                                   | 13,000+ km                           |
| DF-31A (CSS-10 Mod 2) ICBM phóng từ xe phóng tự hành | 24                                   | 11,200+ km                           |
| DF-31 (CSS-10) ICBM phóng từ xe phóng tự hành        | 12                                   | 7,200+ km                            |
| DF-4 (CSS-3) ICBM                                    | 10                                   | 5,500 km                             |
| Tên lửa đạn đạo tầm trung-xa                         |                                      |                                      |
| DF-3A (CSS-2 Mod) IRBM                               | 2                                    | 3,000+ km                            |
| Tên lửa đạn đạo tầm trung                            |                                      |                                      |
| DF-21C (CSS-5 Mod 3) MRBM phóng từ xe phóng tự hành  | 36                                   | 1,750+ km                            |
| DF-21 (CSS-5) MRBM phóng từ xe phóng tự hành         | 80                                   | 1,750+ km                            |
| Tên lửa đạn đạo tầm ngắn                             |                                      |                                      |
| DF-15 (CSS-6) SRBM phóng từ xe phóng tự hành         | 96                                   | 600 km                               |
| DF-11A (CSS-7 Mod 2) SRBM phóng từ xe phóng tự hành  | 108                                  | 300 km                               |
| Tên lửa hành trình đối đất                           |                                      |                                      |
| DH-10 LACM                                           | 54                                   | 3,000+ km                            |
| Tên lửa đạn đạo phóng từ tàu ngầm                    |                                      |                                      |
| JL-1 SLBM                                            | 12                                   | 1,770+ km                            |
| JL-2 SLBM                                            | 24                                   | 7,200+ km                            |
| Tổng cộng                                            | 478                                  |                                      |

#### Báo cáo thường niên của Bộ Quốc phòng Hoa Kỳ về quân đội Trung Quốc năm 2010
Sau đây là báo cáo thường niên về tiềm lực quân sự Trung Quốc của Bộ Quốc phòng Hoa Kỳ năm 2010
| Kiểu               | Số lượng bệ phóng | Số lượng tên lửa | Tầm bắn ước tính |
| ------------------ | ----------------- | ---------------- | ---------------- |
| CSS-2 IRBM         | 5–10              | 15–20            | 3,000+ km        |
| CSS-3 ICBM         | 10–15             | 15–20            | 5,400+ km        |
| DF-5 (CSS-4) ICBM  | 20                | 20               | 13,000+ km       |
| DF-31 ICBM         | <10               | <10              | 7,200+ km        |
| DF-31A ICBM        | 10-15             | 10-15            | 11,200+ km       |
| CSS-5 MRBM Mod 1/2 | 75-85             | 85-95            | 1,750+ km        |
| CSS-6 SRBM         | 90-110            | 350-400          | 600 km           |
| CSS-7 SRBM         | 120-140           | 700-750          | 300 km           |
| DH-10 LACM         | 45-55             | 200-500          | 1,500+ km        |
| JL-1 SLBM          | ?                 | ?                | 1,770+ km        |
| JL-2 SLBM          | ?                 | ?                | 7,200+ km        |
| Tổng cộng          | 375–459           | 1,395–1,829      |                  |

### Tên lửa đạn đạo phóng từ đất liền
Tên lửa Dongfeng 5A là loại tên lửa 3 tầng nhiên liệu lỏng, trang bị 1 đầu đạn với tầm bắn lớn hơn 13.000 km. Vào năm 2000, Tướng Eugene Habiger của Không quân Hoa Kỳ, sau đó là tư lệnh lực lượng chiến lược Hoa Kỳ, đã làm chứng trước Quốc hội Hoa Kỳ rằng Trung Quốc có 18 tên lửa đạn đạo phóng từ giếng phóng DF-5. Từ những năm 2000, Quân đoàn pháo binh số 2 Trung Quốc đã triển khai 10 tên lửa nhiên liệu rắn DF-31 phóng từ xe phóng tự hành, có tầm bắn hơn 7.200 km và trang bị tới 3 đầu đạn MIRV. Trung Quốc cũng phát triển phiên bản DF-31A, với tầm bắn hơn 11.200 km, và có khả năng mang 3-6 đầu đạn hạt nhân hồi quyển tấn công mục tiêu độc lập (MIRV).

### Tên lửa đạn đạo tầm trung
Khoảng 55% tên lửa đạn đạo của Trung Quốc là loại tên lửa đạn đạo tầm trung.:61

### Tên lửa chiến thuật
Tên lửa hành trình chiến thuật tầm xa CJ-10 xuất hiện lần đầu vào năm 2009 trong lễ duyệt binh kỷ niệm 60 năm thành lập CHND Trung Hoa; CJ-10 đại diện cho thế hệ tên lửa mới của quân đội Trung Quốc (PLA). Một tên lửa tương tự phóng từ tàu Hải quân YJ-62, cũng được trình diễn trong lễ duyệt binh.

### Tên lửa đạn đạo tầm xa
Trung Quốc phân loại tên lửa đạn đạo tầm xa là tên lửa có tầm bắn từ 3000 đến 8000 km.:103
Hầu hết các tên lửa đạn đạo của Trung Quốc đặt ở dãy núi Tần Lĩnh.

#### DF-4/CSS-3
Tên lửa đạn đạo Dong Feng 4 hay DF-4 (CSS-3) là tên lửa đạn đạo tầm trung-xa 2 tầng của Trung Quốc, sử dụng nhiên liệu lỏng (nitric acid/UDMH). Nó bắt đầu được triển khai trong các giếng phóng từ năm 1980.:67DF-4 có lực đẩy cất cánh đạt 1.224 kN, trọng lượng 82 tấn, đường kính 2,25 m, chiều dài 28,05 m, với sải cánh 2,74 m. Tên lửa DF-4 có một đầu đạn hạt nhân khối lượng 2.190 kg có đương lượng nổ đạt 3.300 kt, và tầm bắn là 5.500 km.:68 Tên lửa sử dụng hệ thống dẫn đường quán tính, độ chính xác rất kém với CEP là 1.500 mét.

### Tên lửa đạn đạo liên lục địa

#### DF-5A/CSS-4 Mod 2
Tên lửa Dongfeng 5 (DF-5) là loại tên lửa ICBM 3 tầng của Trung Quốc. Nó có chiều dài 32,6 m và đường kính 3,35 m. Trọng lượng 183 tấn và có tầm bắn 12.000–15.000 kilometers.:71–72 Tên lửa DF-5 phóng thử nghiệm lần đầu vào năm 1971 và được quân đội Trung Quốc biên chế trong 10 năm sau đó. Một trong những nhược điểm của tên lửa là mất từ 30 đến 60 phút để tiếp nhiên liệu.

#### DF-31/CSS-10
Tên lửa Dongfeng 31 (CSS-10) là tên lửa 3 tầng nhiên liệu rắn tầm trung của Trung Quốc. Nó là phiên bản phóng từ đất liền của tên lửa đạn đạo phóng từ tàu ngầm JL-2.

#### DF-41/CSS-X-10 "Dongfeng-41"
DF-41 (CSS-X-10) là loại tên lửa đạn đạo liên lục địa đang được phát triển của Trung Quốc, có khả năng mang nhiều đầu đạn MIRV.

### Tên lửa hành trình mang đầu đạn hạt nhân

#### DH-10
Tên lửa hành trình DongHai 10 (DH-10) là thế hệ tên lửa hành trình tấn công mục tiêu trên đất liền thế hệ thứ 2 của Trung Quốc, có tầm bắn 4.000 km, hệ thống dẫn đường quán tính, GPS, hệ thống lập bản đồ địa hình, và hệ thống ngắm bắn mục tiêu pha cuối bằng cách so sánh ảnh kỹ thuật số. Tên lửa có bán kính chính xác khoảng 10m.

#### CJ-10
Tên lửa ChangJian-10 (Long Sword 10-Trường Kiếm 10) là tên lửa hành trình được Trung Quốc phát triển dựa trên dòng tên lửa hành trình Hongniao (Hồng hạc). Tên lửa có tầm bắn 2.200 km. Và có khả năng mang đầu đạn hạt nhân (chưa được kiểm chứng). Tên lửa có phiên bản phóng từ trên không là CJ-20.

#### Dòng tên lửa HongNiao (Hồng hạc)
Có 3 tên lửa thuộc dòng tên lửa này: HN-1, HN-2, HN-3. Chúng được phát triển dựa trên tên lửa Kh-SD/65, tên lửa Hongniao là một trong những tên lửa hành trình đầu tiên có khả năng mang theo đầu đạn hạt nhân của Trung Quốc. Tên lửa HN-1 có tầm bắn khoảng 600 km, HN-2 có tầm bắn 1.800 km, và HN-3 có tầm bắn 3.000 km.

#### Dòng tên lửa ChangFeng (Trường Phong)
Có 2 loại thuộc dòng tên lửa này là: CF-1 và CF-2. Đây là những tên lửa hành trình tầm xa đầu tiên của Trung Quốc. CF-1 có tầm bắn 400 km trong khi CF-2 có tầm bắn 800 km. Cả 2 tên lửa đều có khả năng mang đầu đạn hạt nhân 10 kt.

### Tên lửa đạn đạo phóng từ tàu ngầm
Trung Quốc hạ thủy tàu ngầm hạt nhân thế hệ 2 đầu tiên vào tháng 4 năm 1981. Hiện tại Hải quân Trung Quốc có 1 tàu ngầm SSBN Kiểu 092 với lượng giãn nước 8000 tấn. Tàu ngầm Type 092 thứ 2 đã mất trong một tai nạn vào năm 1985. Tàu ngầm Kiểu 092 được trang bị với 12 tên lửa SLBM Julang-1 với tầm bắn 2150–2500 km. JL-1 được phát triển từ tên lửa DF-21.
Trung Quốc trang bị tên lửa JL-2 trên tàu ngầm SSBN Kiểu 094, với 12 tên lửa, có tầm bắn 14000 km.
Trung Quốc hiện đang phát triển SSBN Kiểu 096 được cho là có khả năng mang được 24 tên lửa JL-3.

### Lực lượng máy bay ném bom chiến lược
Lực lượng máy bay ném bom hạt nhân chiến lược của Trung Quốc phần lớn dựa trên thiết kế sao chép máy bay ném bom Liên Xô. Không quân Trung Quốc hiện có trang bị 120 chiếc H-6 (dựa trên Tupolev Tu-16). Những máy bay ném bom này được trang bị vũ khí hạt nhân cũng như vũ khí thông thường.:93–98 Ngoài ra Trung Quốc còn có khoảng 80 máy bay tiêm kích bom Xian JH-7 Phi báo với tầm bay và tải trọng vũ khí tương đương F-111 cũng có khả năng mang vũ khí hạt nhân. Trung Quốc còn mua tiêm kích Sukhoi Su-30 của Nga; hiện nay có khoảng 100 chiếc Su-30 (MKK và phiên bản MK2) có trong trang bị của Không quân Trung Quốc, với khả năng mang vũ khí hạt nhân chiến thuật.:102
Trung Quốc hiện đang tiến hành phát triển máy bay ném bom H-8 nâng cấp từ H-6 và Xian H-20 có tính năng tương đương với B-2 của Mỹ.

## Tầm bắn của tên lửa

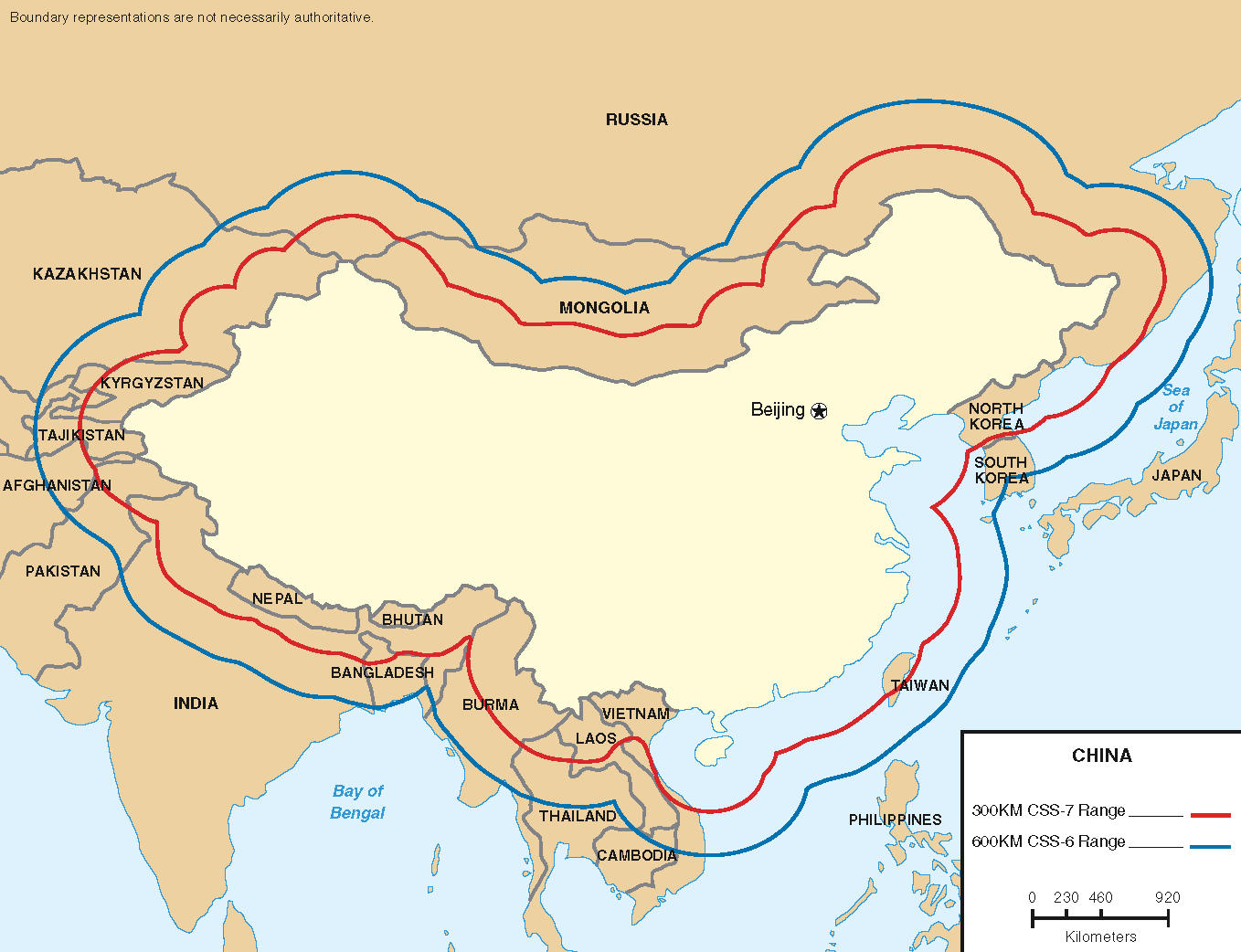
Tầm bắn tối đa của các tên lửa tầm ngắn của Trung Quốc.
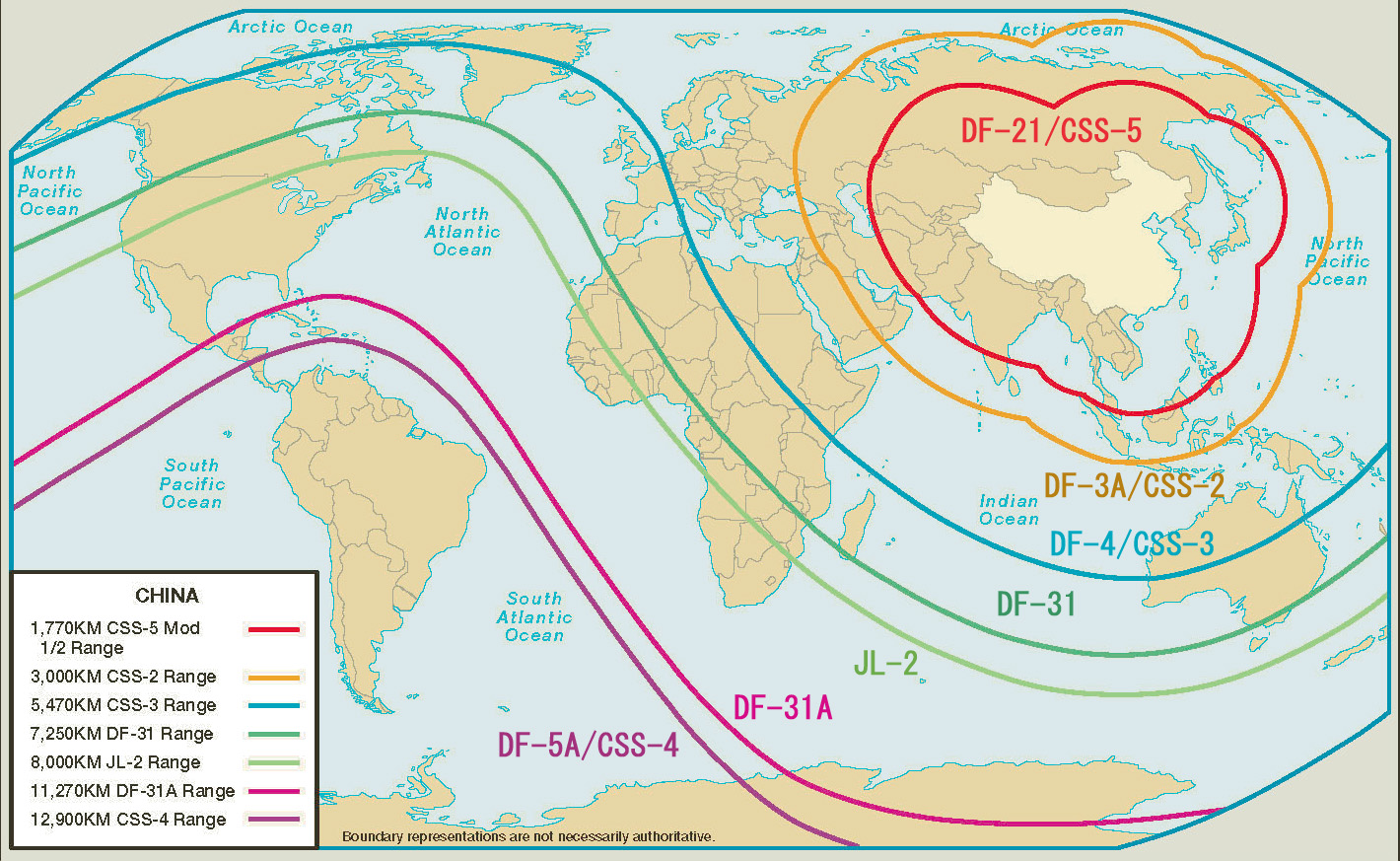
Tầm bắn của các loại tên lửa tầm trung và tầm trung xa của Trung Quốc.
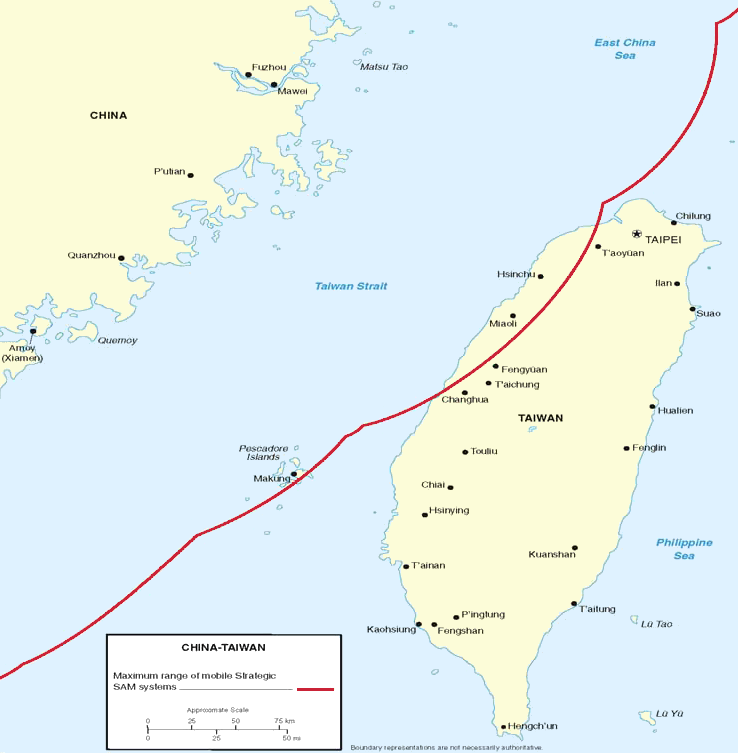
Tầm bắn tên lửa phòng không của Trung Quốc, theo tầm bắn của tên lửa SA-10, SA-20 và S-300PMU2.

## Link ngoài
- CSIS Missile Threat – China
- Archival Documents on the Chinese Nuclear Program at The Wilson Center Digital Archive
- Chinese Nuclear Weapon Testing Video at sonicbomb.com
- Status of Nuclear Powers and Their Nuclear Capabilities, Federation of American Scientists
- Nuclear Threat Initiative on China
- Chinese Defence Today
- Jeffrey Lewis, "The ambiguous arsenal", Bulletin of the Atomic Scientists, May/June 2005.
- Defense Estimative Brief, Nuclear Weapons Systems in China, Defense Intelligence Agency, 24 April 1984
- Report to Congress on Status of China, India and Pakistan Nuclear and Ballistic Missile Programs, United States National Security Council, July 28, 1993
- Nuclear Files.org Information on the background of nuclear weapons in China
- Annotated bibliography for the Chinese nuclear weapons program from the Alsos Digital Library for Nuclear Issues